# 中壩遺址
中壩遺址位於重慶市忠縣㽏井鎮佑溪村，屬三峽工程淹沒區，文物遺址年代為新石器時代至漢代，2000年9月7日列為第一批重慶市文物保護單位。